# Mittelberg
Mittelberg település Ausztria Vorarlberg tartományának Bregenz körzetében.  Mittelberg területe egybeesik a Kleinwalsertal völgyével, mely autóval csak Németország felől közelíthető meg. Bár szorosan véve nem számít exklávénak, (területe kapcsolódik Ausztria területéhez), földrajzi elhelyezkedése miatt érdekes helyzet állt elő. Például egyszerre rendelkezik osztrák és német irányítószámmal. 1891 óta Kleinwalsertal a német vámterülethez tartozik, s azóta szabad itt az átjárás a két ország között. A település pénzneme a német márka volt. Mikor Ausztria 1995-ben csatlakozott az Európai Unióhoz, 1997-ben a Schengeni egyezményhez, 2002-ben pedig az euróövezethez, csökkent a település jellegzetessége.